# Roi 3
Le roi 3 était le troisième dirigeant de Copán après la réforme de K'inich Yax K'uk 'Mo'. Il régna de 455 à sa mort en 465.